# 국도 제9호선 (미국)

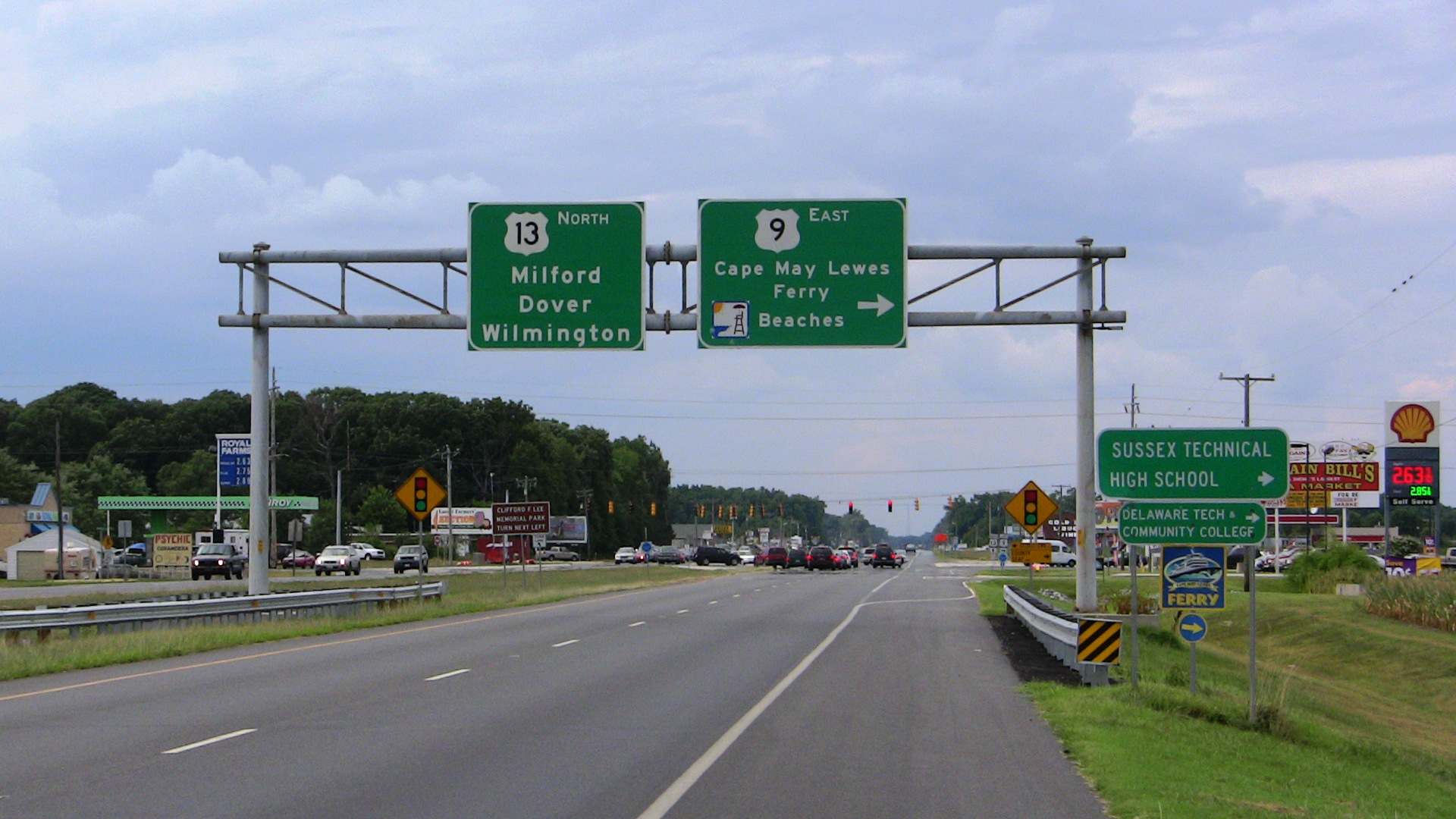
델라웨어주 로렐에서 미국 9번 국도와 미국 13번 국도가 서로 만나고 있는 모습. 외형을 봐도 한국 고속도로의 나들목과 비슷한 배경을 가지고 있다.

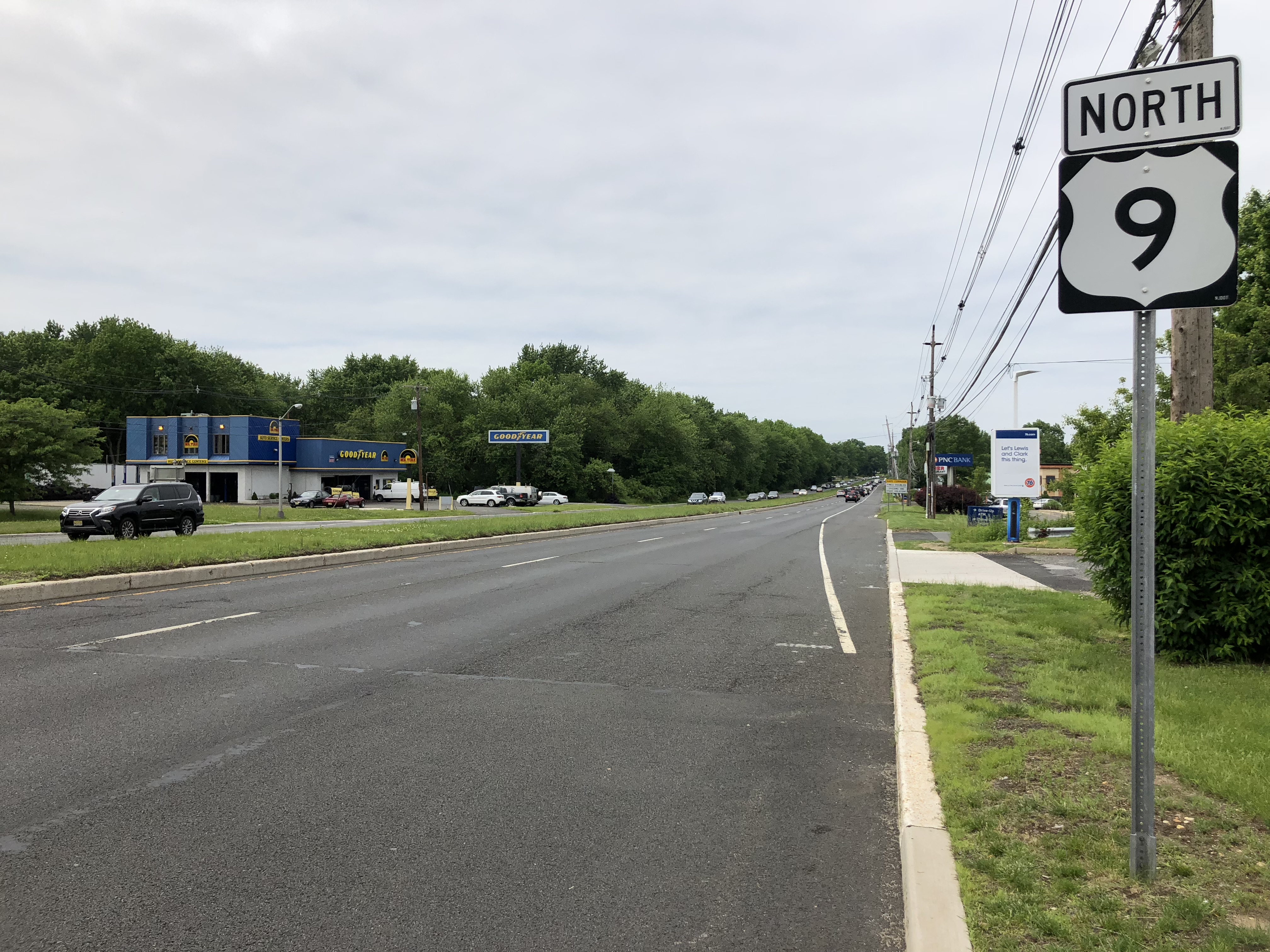
미국 9번 국도의 북쪽 방면, 위치는 뉴저지주 머넬러펀 타운십이다.

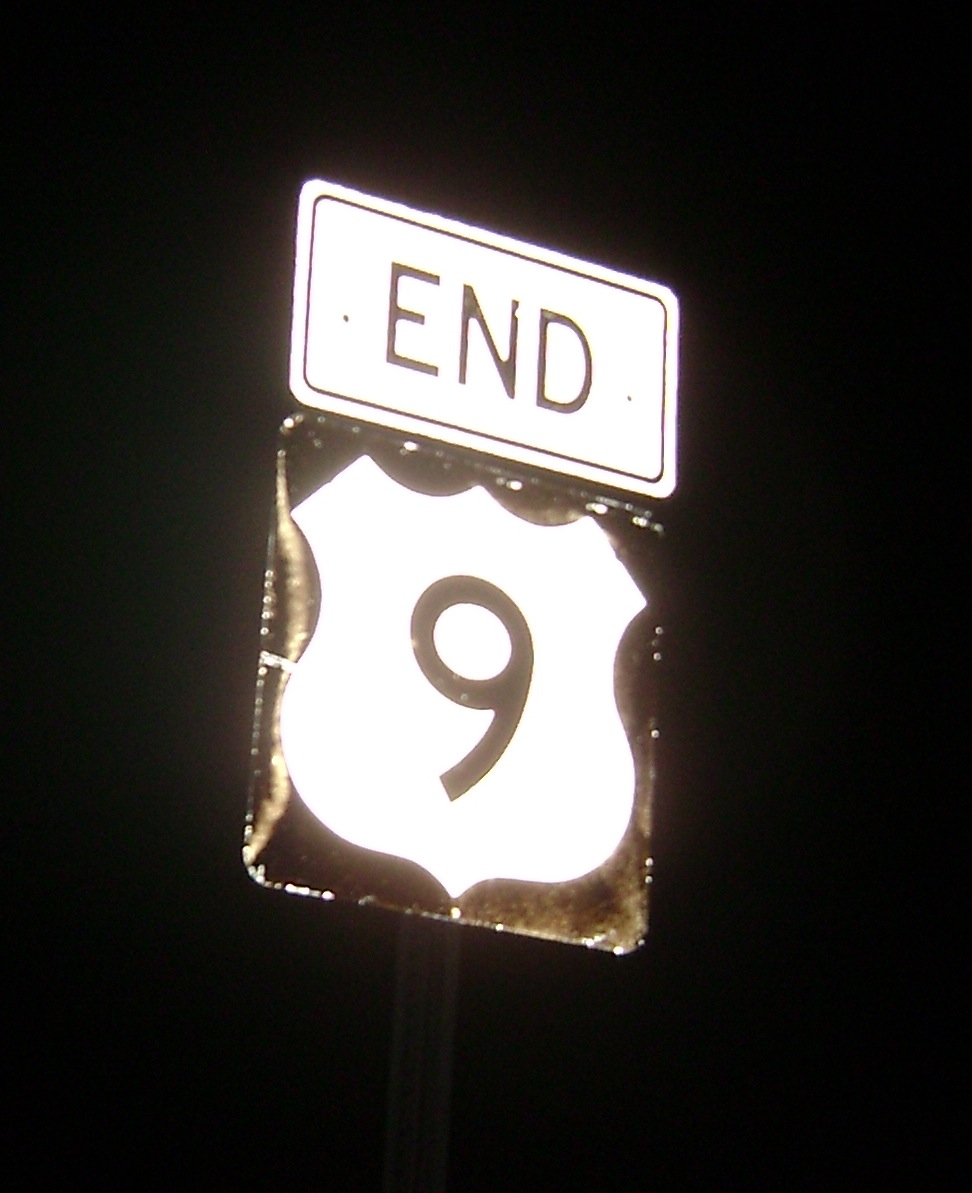
미국 뉴욕주 챔플레인을 종점으로 삼은 미국 9번 국도의 끝자락 표지판. 이 도로가 국경을 넘으면 캐나다이다.

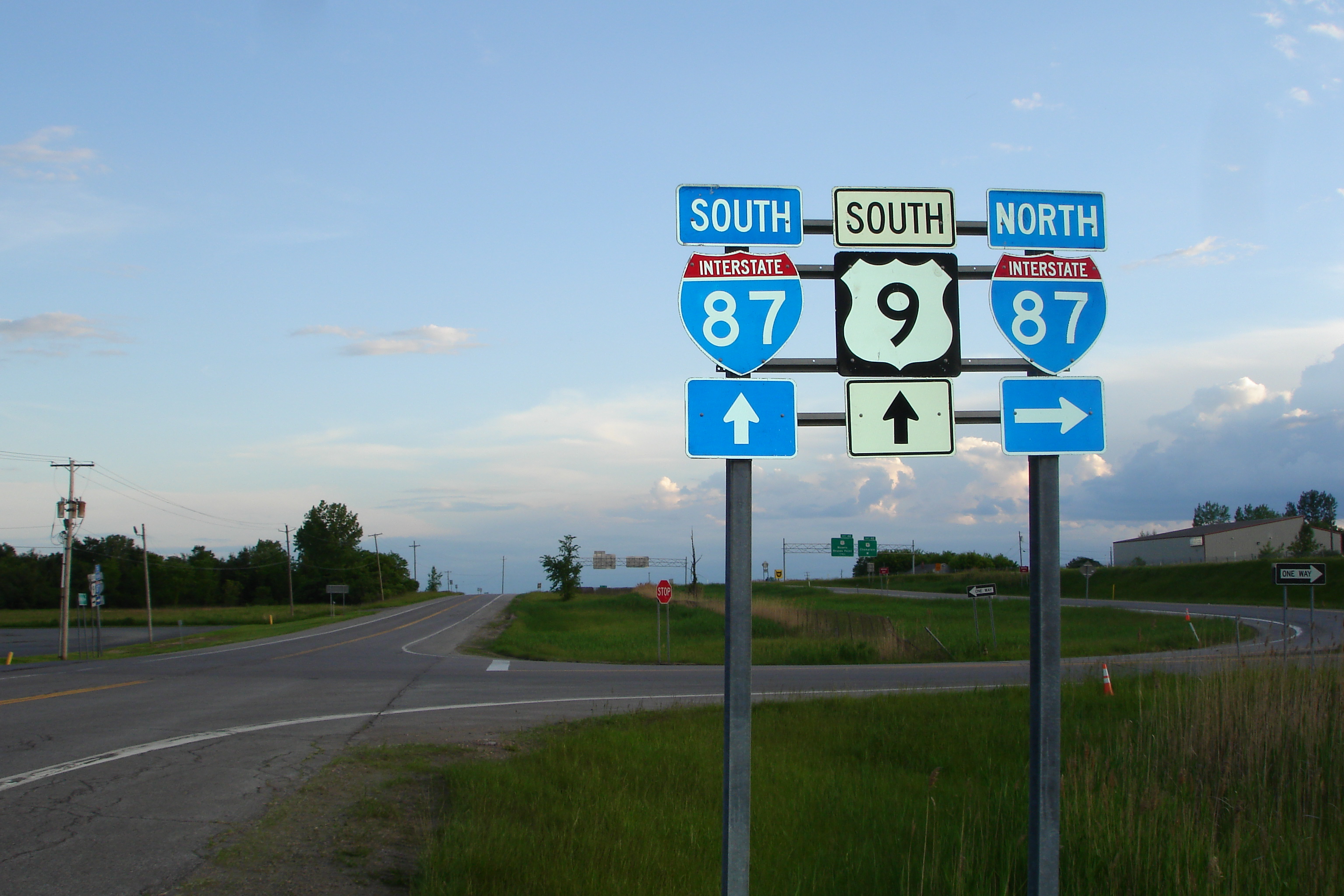
미국 9번 국도와 주간고속도로 제87호선의 표지판이 나란히 병렬되어 있는 모습.

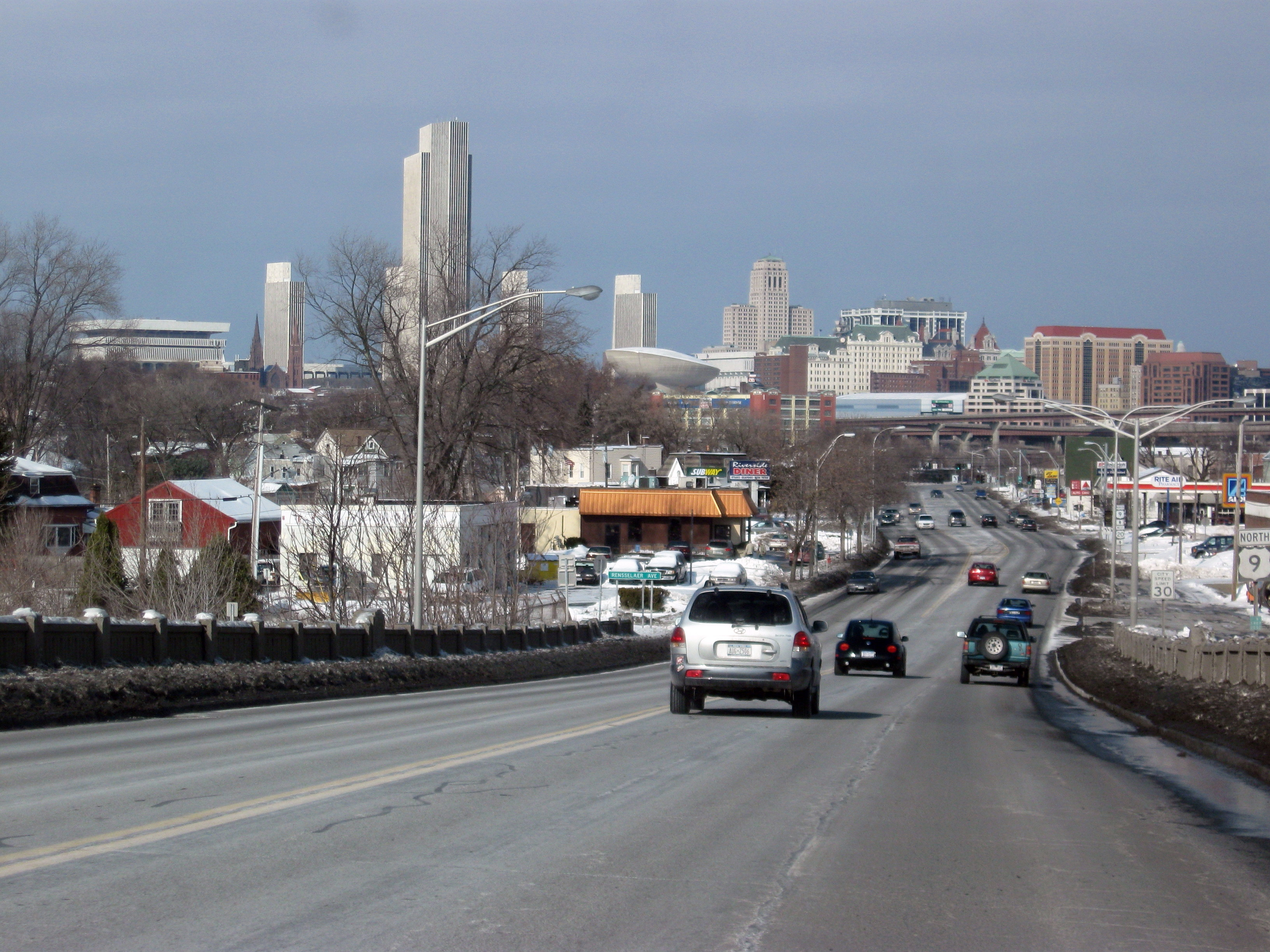
미국 9번 국도의 북쪽 구간인 올버니 일대의 모습.

국도 제9호선(U.S. Route 9)은 미국 델라웨어주와 뉴저지주 그리고 뉴욕주를 오가는 미국의 일반 국도로, 로렐에서 챔플레인까지 이어주는 총 연장 522.73 마일(841.25 km)의 거리를 가지고 있다. 그러나 이 도로는 미국에서는 페리가 연결되어 있는 단 둘뿐인 미국의 일반 국도 노선 중의 하나이기도 하며, 미국 9번 국도(US 9)는 델라웨어주에서는 동서로 연결되어 있고 그 외의 나머지는 남북으로 연결되어 있다. 또한 해당 도로의 서측 종점은 다음과 같다. 델라웨어주의 로렐에서는 13번 국도를 필두로 교차하여, 뉴욕주의 챔플레인에서는 주간고속도로 제87호선의 북측 종점이 교차하게 된다. 다만, 북부 지역에서는 연결 노선이 아직까지도 뚫려 있지 않는 NY 971B이 계속 이어지고 있으나, 그 주변 장소가 미국-캐나다 국경에 의해 길이 막혀 있는 것으로 드러난다.